# 沈肇元
沈肇元（1569年—1607年），号懈谷，浙江湖州府德清县人，明朝政治人物。

## 生平
萬曆二十二年（1594年）甲午科浙江鄉試舉人，二十六年（1598年）戊戌科進士，礼部觀政，授江西南丰县知县，三十四年補山东掖县知县，三十五年卒。

## 家族
父沈光宙，岁貢，官知县。